# CO2-Budget

Diese Abbildung zeigt die Raten, mit denen die weltweiten CO_{2}-Emissionen nach 2024 sinken müssen, um den globalen Temperaturanstieg auf 1,5, 1,7 oder 2,0 Grad Celsius zu begrenzen, ohne auf Netto-Negativemissionen angewiesen zu sein. Je länger wirksame Klimaschutzmaßnahmen hinausgeschoben werden, desto schneller ist das verbleibende Budget erschöpft und desto stärker müssen die Emissionen in der Zukunft reduziert werden. Umgekehrt ermöglichen schnelle Emissionsreduzierungen in der Gegenwart, den Zeitpunkt, an dem Nullemission erreicht sein müssen, weiter in die Zukunft zu schieben.

Das CO2-Budget, auch Kohlenstoffbudget, Carbon Budget oder Emissionsbudget, bezeichnet – im Kontext von Klimapolitik und globalen Klimaschutzmaßnahmen – die Gesamtmenge an CO2 aus anthropogenen Quellen, die beginnend mit der Industrialisierung oder einem anderen Referenzzeitpunkt maximal emittiert werden darf, wenn mit einer bestimmten Wahrscheinlichkeit eine globale Erwärmung über eine definierte Grenze hinaus vermieden werden soll. Im Kontext der klimawissenschaftlichen Darstellung des Kohlenstoffkreislaufs versteht man unter einem CO2- bzw. Kohlenstoffbudget eine Kohlenstoffbilanz, also eine budgetmäßige Aufstellung der Kohlenstoffflüsse von und zu Kohlenstoffspeichern wie etwa der Atmosphäre.
Es besteht ein annähernd linearer Zusammenhang zwischen der kumulierten Gesamtmenge an emittiertem CO2 und der dadurch verursachten Temperaturerhöhung, solange man keinem Kipppunkt des Klimasystems zu nahe kommt. Daher muss für einen wirksamen Klimaschutz die kumulierte Menge an ausgestoßenen Treibhausgasen limitiert werden. Gibt man die maximal emittierbare Menge mit Beginn der Industrialisierung als Referenzzeitpunkt an, so spricht man vom Gesamtbudget. Bei einem jüngeren Referenzzeitpunkt ist dies das Restbudget zu diesem Zeitpunkt. Das CO2-Budget wird gelegentlich als „verbleibender atmosphärischer Deponieraum“ verbildlicht. Um das Budget einzuhalten, muss die gesamte Energiewirtschaft vollständig dekarbonisiert werden. Entscheidend für das Ausmaß des Klimawandels ist also nicht der gegenwärtige Ausstoß an Treibhausgasen, wie oft fälschlich angenommen wird, sondern die Gesamtmenge an Emissionen, die über die Zeit anfällt. Daraus ergibt sich, dass ein Hinauszögern des Klimaschutzes auf einen späteren Zeitpunkt zu einem stärkeren Klimawandel führt. Umgekehrt bedeutet dies im Hinblick auf den Klimaschutz, dass für jedes Jahr Verzögerung in der Gegenwart anschließend umso schnellere und tiefgreifendere Klimaschutzmaßnahmen ergriffen werden müssen.
Der Weltklimarat IPCC gibt das globale CO2-Restbudget in seinem 2018er Sonderbericht mit 420 Gigatonnen an, wenn das 1,5-Grad-Ziel (bezüglich der mittleren globalen Oberflächentemperatur) mit 66 % Wahrscheinlichkeit erreicht werden soll. Bei gleichbleibendem Ausstoß wäre dieses Budget in sieben Jahren aufgebraucht (Anfang November 2020). Im Jahr 2018 wurden weltweit rund 42 Gigatonnen CO2 emittiert, mit steigender Tendenz. Nach Überprüfung neuester Daten und Verfeinerungen schätzen Lamboll et al. (2023), dass das verbleibende Kohlenstoffbudget für eine 50%ige Chance, die Erwärmung auf 1,5 °C zu begrenzen, mit Stand Januar 2023 etwa 250 GtCO2 betrug. Dies entspricht ca. sechs Jahren aktueller CO2-Emissionen. Unsicherheiten bei dieser Schätzung ergeben sich aus Nicht-CO2-Emissionen (z. B. Methan) und potenzieller Erwärmung nach Erreichen von Netto-null-CO2-Emissionen.
Eine Arbeitsgruppe der Science for Future hält das CO2-Budget für ein inzwischen aus der Zeit gefallenes Narrativ. Angesichts der zunehmend verloren gehenden natürlichen Kohlenstoffsenken gäbe es kein Restbudget mehr, wenn mit akzeptablen Eintrittswahrscheinlichkeiten gerechnet wird.
In der Klimapolitik gehören nationale Kohlenstoffbudgets und die Frage, inwiefern diese mit einem globalen Budget in Einklang stehen, zu den Schlüsselthemen. Für Deutschland, das als Industrieland höhere Pro-Kopf-Emissionen als der Weltdurchschnitt produziert, ermittelte der Klimaforscher Stefan Rahmstorf – ausgehend von eben diesen Zahlen und 67 % Wahrscheinlichkeit für die Begrenzung der Erderwärmung gemäß Übereinkommen von Paris auf maximal 1,75 Grad – ein Restbudget von 9,7 Gigatonnen. Von diesem Restbudget, das Anfang 2016 zur Verfügung stand, seien bis Anfang 2019 bereits 2,4 Gigatonnen verbraucht worden (zirka 0,8 Gigatonnen pro Jahr), sodass mit Stand Anfang 2019 noch 7,3 Gigatonnen zur Verfügung stünden. Um das Pariser Klimaschutzabkommen einzuhalten, müsste Deutschland beispielsweise seine Emissionen jedes Jahr linear um 6 % reduzieren und bis 2036 Nullemissionen erreichen. Der Sachverständigenrat für Umweltfragen kommt zu ähnlichen Werten und nennt für 2020 unter den gleichen Annahmen ein Restbudget von 4,2 Gigatonnen für die im Parisabkommen angestrebte Begrenzung der Erderwärmung auf 1,5 Grad mit einer 50-%-Chance und 6,6 Gigatonnen für die Begrenzung der Erderwärmung auf 1,75 Grad. Dieses Budget wäre bei konstanten Emissionen auf gegenwärtigem Niveau, nämlich 0,8 Gigatonnen pro Jahr, 2025 beziehungsweise für 1,75 Grad 2028 aufgebraucht, bei einer linearen Reduktion auf Nullemissionen im Jahr 2032 beziehungsweise 2038. Hingegen sehen die 2019 aufgestellten Klimaschutzpläne der Bundesregierung vor, dass Deutschland bereits bis zum Jahr 2030 rund 7,5 Gigatonnen Kohlendioxid freisetzt. Damit würde Deutschland, das Klimaneutralität für 2050 anstrebt, noch vor dem Jahr 2030 das oben genannte Budget überschreiten, obwohl bei dieser Budgetberechnung für Deutschland sehr vorteilhafte Annahmen getroffen wurden.

## Ausgangslage
| Weitere Erwärmung gegenüber 2006–2015 in °C 1) | Resultierende Gesamt- erwärmung 2) gegenüber 1850–1900 in °C 1) | Verbleibendes CO2-Budget 3) ab 1. Jan. 2018, in Gt CO2 | Verbleibendes CO2-Budget 3) ab 1. Jan. 2018, in Gt CO2 | Verbleibendes CO2-Budget 3) ab 1. Jan. 2018, in Gt CO2 |
| Weitere Erwärmung gegenüber 2006–2015 in °C 1) | Resultierende Gesamt- erwärmung 2) gegenüber 1850–1900 in °C 1) | Perzentil (TCR 4))                                     | Perzentil (TCR 4))                                     | Perzentil (TCR 4))                                     |
| Weitere Erwärmung gegenüber 2006–2015 in °C 1) | Resultierende Gesamt- erwärmung 2) gegenüber 1850–1900 in °C 1) | 33 %                                                   | 50 %                                                   | 67 %                                                   |
| --- | --------------------------------------------------------------- | ------------------------------------------------------ | ------------------------------------------------------ | ------------------------------------------------------ |
| 0,3 |                                                                 | 290                                                    | 160                                                    | 80                                                     |
| 0,4 |                                                                 | 530                                                    | 350                                                    | 230                                                    |
| 0,5 |                                                                 | 770                                                    | 530                                                    | 380                                                    |
| 0,53 | ~1,5 °C                                                         | 840                                                    | 580                                                    | 420                                                    |
| 0,6 |                                                                 | 1010                                                   | 710                                                    | 530                                                    |
| 0,63 |                                                                 | 1080                                                   | 770                                                    | 570                                                    |
| 0,7 |                                                                 | 1240                                                   | 900                                                    | 680                                                    |
| 0,78 |                                                                 | 1440                                                   | 1040                                                   | 800                                                    |
| 0,8 |                                                                 | 1480                                                   | 1080                                                   | 830                                                    |
| 0,9 |                                                                 | 1720                                                   | 1260                                                   | 980                                                    |
| 1 |                                                                 | 1960                                                   | 1450                                                   | 1130                                                   |
| 1,03 | ~2 °C                                                           | 2030                                                   | 1500                                                   | 1170                                                   |
| 1,1 |                                                                 | 2200                                                   | 1630                                                   | 1280                                                   |
| 1,13 |                                                                 | 2270                                                   | 1690                                                   | 1320                                                   |
| 1,2 |                                                                 | 2440                                                   | 1820                                                   | 1430                                                   |
| Die Tabelle ist so zu lesen: Um mit 67 % Wahrscheinlichkeit die weitere Erwärmung auf 0,53 °C zu begrenzen und somit das 1,5 °C-Ziel einzuhalten, dürfen bei einem historischen Temperaturanstieg von 0,97 °C noch höchstens 420 Gt CO2 emittiert werden. (Die hellgrauen Bereiche sind der Unsicherheitsbereich zum historischen Temperaturanstieg: Sollte er nicht bei 0,97 °C, sondern bereits bei 1,1 °C liegen, bliebe dementsprechend nur noch eine weitere Erwärmung von 0,4 °C und ein Budget von 230 Gt CO2.) Gewisse Rückkoppelungsmechanismen des Klimasystems wurden berücksichtigt, andere (noch weniger gut verstandene) nicht. |                                                                 |                                                        |                                                        |                                                        |
| 1) bodennahe Lufttemperaturen 2) die Erwärmung 2006–2015 gegenüber 1850–1900 beträgt ca. 0,97 °C 3) ohne weitere Rückkopplungen im Erdsystem, die über Jh. das Budget um weitere ~100 Gt CO2 vermindern 4) transiente Klimaantwort |                                                                 |                                                        |                                                        |                                                        |

Im Jahr 2014 gab der Weltklimarat (englisch Intergovernmental Panel on Climate Change, abgekürzt IPCC) das gesamte Budget mit 2.900 Gigatonnen CO2 an, wenn die Erwärmung mit 66-prozentiger Wahrscheinlichkeit unterhalb von 2 °C gehalten werden soll, wobei davon bis 2011 bereits 1.900 Gigatonnen CO2 ausgestoßen wurden. Wenn das Zwei-Grad-Ziel mit einer Wahrscheinlichkeit von mehr als 50 % erreicht werden soll, dürfen im Zeitraum 2011 bis 2050 maximal zwischen 870 und 1.240 Gigatonnen Kohlenstoffdioxid freigesetzt werden. Umgerechnet auf die Reserven bedeutet dies, dass im globalen Kontext beispielsweise etwa ein Drittel der Ölreserven, die Hälfte der Erdgasreserven und mehr als 80 Prozent der Kohlereserven nicht verbraucht werden dürfen.
Ende 2016 lag das Restbudget, bei dem mit 66 % Wahrscheinlichkeit das Zwei-Grad-Ziel eingehalten werden würde, nach verschiedenen Schätzungen zwischen 390 und 940 Gigatonnen CO2 (im Mittel 760 Gigatonnen), beim Anvisieren des 1,5 °C-Zieles mit 50 % Wahrscheinlichkeit zwischen −48 und 167 Gigatonnen (im Mittel 59 Gigatonnen).
Je nach Modell bezieht sich das Restbudget auf einen Zeitraum bis Mitte des Jahrhunderts, danach kompensieren die IPCC-Szenarien den ansonsten fortlaufenden Temperaturanstieg mit negativen Emissionstechnologien.

### CO2gegenüber CO2-Äquivalent
Das Treibhauspotenzial verschiedener Treibhausgase wird üblicherweise in CO2-Äquivalenten angegeben. Das IPCC-Klimamodell geht anders vor und unterstellt für die übrigen Treibhausgase wie Methan und Lachgas ein bestimmtes Reduktionsszenario. Ursache hierfür ist, dass CO2 sowohl das mengenmäßig wichtigste, als auch das am schnellsten und einfachsten reduzierbare Treibhausgas ist. Im Unterschied zu vielen weiteren Treibhausgasen bleibt es außerdem für eine lange Zeit in der Atmosphäre. Die genaue Verweildauer ist jedoch schwierig zu bestimmen: Der IPCC gibt für CO2 im Gegensatz zu den übrigen Treibhausgasen keine mittlere Verweildauer an, schreibt jedoch, dass ein bestimmter Anteil (ca. 20 %) des emittierten CO2 viele Jahrtausende in der Atmosphäre verbleibt. Die mittlere Verweildauer in der Atmosphäre liegt laut Umweltbundesamt bei ca. 120 Jahren.
Generell wird in den Klimamodellen angenommen, dass sich Emissionen durch die Energieerzeugung und durch die Industrie schneller reduzieren lassen, als die Emissionen aus Wald- und Landwirtschaft.

### CO2-Konzentration in der Atmosphäre

Die Keeling-Kurve zeigt die Zunahme des Kohlenstoffdioxidanteils in der Atmosphäre, gemessen am Mauna Loa

Bei der Betrachtung der Kohlendioxidwerte müssen natürliche und menschliche Quellen unterschieden werden. Zwar wird sehr viel Kohlenstoffdioxid durch natürliche Prozesse freigesetzt, beispielsweise durch Abbau von Biomasse, dem steht jedoch eine praktisch gleich große natürliche Fixierung durch Pflanzen gegenüber. Der natürliche Stoffkreislauf ist somit geschlossen. Durch Verbrennung fossiler Energieträger sowie weitere Eingriffe des Menschen wie Brandrodung wird jedoch zusätzliches Kohlenstoffdioxid in die Atmosphäre abgegeben, wodurch der Anteil in der Atmosphäre steigt.
Dieses zusätzlich vom Menschen ausgestoßene CO2 wird zwar teilweise gebunden, jedoch bleiben gut 40 % der bisherigen menschengemachten CO2-Emissionen langfristig in der Atmosphäre, was dort die CO2-Konzentration ansteigen lässt und den Treibhauseffekt erhöht. Der Rest wird in Pflanzen und Böden sowie im Ozean gespeichert und damit der Atmosphäre wieder entzogen. Der Anstieg der Kohlendioxidkonzentration in der Erdatmosphäre macht nur ca. 45 % der Gesamtemissionen aus; je 27 % werden von Ozeanen und Landökosystemen aufgenommen. Diese fungieren somit als Kohlenstoffsenken. Ohne diese Wirkung wäre die Kohlendioxidkonzentration von rund 280 ppm (Millionstel, genauer: Teilchen pro Million Luftteilchen, englisch parts per million, abgekürzt ppm) vor der Industrialisierung um rund 250 ppm auf rund 530 ppm bis 2015 gestiegen, durch diesen Effekt nahm sie tatsächlich jedoch nur auf rund 400 ppm zu.
Im Februar 2015 erreichte sie laut der National Oceanic and Atmospheric Administration (NOAA) – der US-Behörde für Wetter- und Meeresforschung – einen Wert von 403 Millionstel. Bis zu einer Grenze von 450 ppm wird damit gerechnet, dass die Erderwärmung auf zwei Grad gegenüber der vorindustriellen Zeit begrenzt werden kann. An der Mauna-Loa-Messstation in Hawaii wurde 2015 erstmals ein jährlicher Anstieg um 3,05 Millionstel verzeichnet.
Aufgrund der langsamen Abbauprozesse wird sich die Konzentration von atmosphärischem CO2 langfristig weiterhin erhöhen, auch wenn die Emissionen im Vergleich zum heutigen Niveau erheblich vermindert werden. Wissenschaftler von der University of East Anglia erwarten den Höhepunkt der Klimawirksamkeit von CO2 nach Ablauf von zehn Jahren nach der Emission und rechnen mit einer Wirkungsdauer von mehr als 100 Jahren.

## Zeitpunkt der Null-Emission
Das Umweltprogramm der Vereinten Nationen (UNEP) hat im Jahr 2015 empfohlen, einen Zeitraum zwischen 2060 und 2075 festzulegen, bis zu dem die CO2-Emissionen „unter dem Strich“ auf null sinken sollten. Um das bei der UN-Klimakonferenz in Paris 2015 gesteckte Ziel, die Erderwärmung auf 1,5 °C zu begrenzen erreichen zu können, muss die Welt die Nettotreibhausgasemissionen zwischen 2045 und 2060 auf null zurückfahren und damit einen sehr ambitionierten Klimaschutz betreiben. Ebenfalls wurde auf die Notwendigkeit von CCS-Maßnahmen, insbesondere der BECCS-Technik (Biomasseverbrennung mit Kohlenstoffdioxidabscheidung) oder eine erhöhte CO2-Aufnahme durch eine veränderte Landbewirtschaftung (z. B. Anpflanzen von Wäldern) während der zweiten Jahrhunderthälfte hingewiesen. Zudem schließt sich das Fenster zum Erreichen dieses Zieles schnell (Stand 2015).
Viele Berechnungen berücksichtigen noch nicht, dass der Permafrost schneller schmilzt als angenommen und dadurch mehr Klimagase freisetzt.
Das NewClimate-Institut gibt unter Berücksichtigung der Beschlüsse von Paris den Ausstiegs-Zeitpunkt mit 2035 an, sofern auf die Entfernung von Kohlendioxid aus der Atmosphäre verzichtet werden soll. Szenarien, die unter 1,5 Grad bleiben und keine negativen Emissionen berücksichtigen, gibt es zurzeit nicht.
Soll das 1,5-Grad-Ziel ohne Einsatz der CCS-Technik erreicht werden, muss die Verbrennung fossiler Energieträger in Deutschland bis ca. 2040 komplett eingestellt werden und die Energieversorgung – d. h. Strom, Wärme und Verkehr – in diesem Zeitraum vollständig auf erneuerbare Energien umgestellt werden. Eine Studie des NewClimate-Institutes nennt neben der deutlichen Beschleunigung der Energiewende einen früheren Ausstieg aus der Kohleverstromung bis 2025. In diesem Szenario müsste die Welt bis zum Jahr 2035 komplett aus der Verbrennung fossiler Rohstoffe aussteigen.
Nach Berechnungen des Mercator Research Institute on Global Commons and Climate Change muss die Null-Emission im Jahr 2035 umgesetzt sein, damit das 2-Grad-Ziel noch erreicht werden kann. Um das 1,5 °C-Ziel zu erreichen, müsste die Null-Emission bereits vor 2020 umgesetzt werden. Um dieses anschaulich zu visualisieren, wurde am 18. September 2019 eine 40 Meter lange sogenannte Carbon Clock am Gasometer auf dem EUREF-Campus in Berlin installiert. Sie zählt die verbleibende Zeit herunter.

## CO2-Budget pro Jahr und pro Kopf versus Reduktions-Pfad
Oft wird berechnet, in wie vielen Jahren das CO2-Budget unter bestimmten Annahmen „verbraucht“ sein würde. Bei unveränderten Emissionen würde beispielsweise das Kohlenstoffbudget für das Zwei-Grad-Ziel nach einer Berechnung aus dem Jahr 2015 zwischen 2035 und 2045 aufgebraucht sein.
Zudem wird das globale CO2-Budget häufig durch die Weltbevölkerung und die verbleibenden Jahre bis zum Erreichen der Null-Emission dividiert und so eine „erlaubte“ Pro-Kopf-Emission von zum Beispiel 2,7 t CO2 pro Jahr berechnet.
Das Beratungshaus PricewaterhouseCoopers (PWC) rechnet vor, dass die CO2-Emissionen jährlich um sechs Prozent sinken müssten, um die Klimaziele zu erreichen. Das ist eine Größenordnung, wie sie bereits 1997 durch das Kyoto-Protokoll völkerrechtlich verbindlich für die Industrienationen verabschiedet wurde, mit dem Unterschied, dass die Kyoto-Ziele innerhalb von 4 Jahren erfüllt werden sollten.
Daneben schlägt ein Klimaexperte aus der Schweiz vor, das Budget selbst als Pfad zu definieren, der vorgibt, in welchem Maße die Emissionen über einen Zeitraum reduziert werden müssten.
Auch Reduktionsziele zu bestimmten Zeitpunkten würden dem Sachverhalt weniger gerecht, so Manfred Sargl von der Universität der Bundeswehr. Entscheidend sei alleine die Summe der Emissionen in den Jahren bis zum kompletten CO2-Ausstieg.

## Verteilung des CO2-Restbudgets auf Länder
Für die Verteilung des verbleibenden CO2-Budgets auf Staaten, als für die Festlegung nationaler Budgets, wurde eine Vielzahl von Verfahren der Lastenteilung (burden-sharing) bzw. Anstrengungsteilung (effort-sharing) vorgeschlagen.
Beim sogenannten „Regensburger Modell“ wird zunächst von den tatsächlichen Emissionen eines Landes ausgegangen. Danach wird schrittweise auf eine gleiche Pro-Kopf-Verteilung umgestellt. Damit versucht das Modell Gerechtigkeit mit politischer Pragmatik zu kombinieren, setzt auf Strukturwandel und vermeidet Strukturbrüche.
Ein ähnliches Verfahren wird durch die Begriffe Kontraktion und Konvergenz beschrieben, wobei aber Entwicklungsländern vorübergehend – bis zum Konvergenzzeitpunkt – höhere Emissionen zugestanden werden.
Weitere Vorschläge setzen auf andere Prinzipien:
- an den Kosten orientiert wird nach der Lösung mit den geringsten Kosten gesucht
- an der Gerechtigkeit orientiert – mit Berücksichtigung der bisherigen Emissionen
- an der Gerechtigkeit orientiert – ohne Berücksichtigung der bisherigen Emissionen

Das Europäische Klimagesetz gibt der Europäischen Kommission auf, im Rahmen der Erarbeitung eines Klimaziels für 2040 ein indikatives Treibhausgasbudget der Europäischen Union zu veröffentlichen. Das Budget soll für den Zeitraum 2030–2050 die Netto-Treibhausgasemissionen (Emissionen abzüglich Abbau durch Senken), ausgedrückt in CO2-Äquivalenten, angeben, die noch mit den Verpflichtungen der Union gemäß dem Übereinkommen von Paris vereinbar sind.
Der WBGU empfiehlt zur Überprüfung der Dekarbonisierungs-Fahrpläne die Einrichtung einer unabhängigen, internationalen Weltklimabank.
Der Sachverständigenrat für Umweltfragen (SRU) berechnete ein faires CO2-Budget für Deutschland und die Europäische Union. Es basiert auf einer Aufteilung des globalen Budgets anhand der Welt-Bevölkerungszahlen im Jahr 2016, dem Jahr, in dem mit Zustimmung Deutschlands das Übereinkommen von Paris in Kraft trat mit dem Ziel, die Erderwärmung auf deutlich unter 2 °C, möglichst 1,5 °C zu begrenzen. Die Annahmen des SRU seien, so das Bundesverfassungsgericht in seinem Klimabeschluss, nachvollziehbar, die Rechenschritte schlüssig. Bei Unsicherheiten hatte der SRU zugunsten des deutschen Budgets entschieden – es handelt sich nach Ansicht des SRU also um eine Obergrenze für ein faires Budget. Auf Basis des 2022 verbleibenden globalen CO2-Budgets und der Emissionsdaten bis 2022 waren das deutsche und das europäische CO2-Budget für das 1,5 °C-Ziel im Jahr 2024 aufgebraucht. Das deutsche Budget, um mit 67 % Wahrscheinlichkeit unter 1,75 °C zu bleiben, reicht noch 13 Jahre, wenn von 2024 bis 2037 die Emissionen jährlich um den gleichen Betrag bis auf Null sinken; bei aus dem Bundes-Klimaschutzgesetz abgeleiteten Reduktionsschritten wäre das 1,75 °C-Budget schon vier Jahre früher aufgebraucht, das 2 °C-Budget würde eingehalten werden. Das europäische 1,75 °C-Budget würde bei einer linearen Reduktion bis 2042 reichen.

## Überschießen und negative Emissionen
Die Mehrzahl der Klimaszenarien, die untersuchen, wie das Zwei-Grad-Ziel eingehalten werden kann, geht davon aus, dass es während des 21. Jahrhunderts zum sog. Überschießen kommt. Das bedeutet, dass zunächst mehr Treibhausgase ausgestoßen werden, als zum Erreichen der Klimaziele erlaubt sind, gegen Ende des 21. Jahrhunderts dann aber wieder Kohlenstoffdioxid aus der Erdatmosphäre entnommen wird, sodass das Klimaziel bis zum Jahr 2100 wieder eingehalten werden kann. Daher wird weltweit nach Wegen gesucht, Kohlenstoff zu binden und so der Atmosphäre zu entziehen.
Eines der Konzepte sieht vor, (Holz-)Kohle bzw. aus organischen Abfallstoffen gewonnene Pflanzenkohle nicht zu verbrennen, sondern landwirtschaftlich genutzten Böden beizumischen und sie so für mehrere Tausend Jahre zu binden. Diese „Kohledüngung“ (Terra preta) hat darüber hinaus den Vorteil, dass der Boden Wasser und Nährstoffe besser zurückhalten kann und dass die landwirtschaftlichen Erträge verbessert werden können.
Das Potenzial, die CO2-Belastung der Atmosphäre durch Kohledüngung zu reduzieren, wird auf knapp zwei Milliarden Tonnen CO2 pro Jahr geschätzt.
Fast alle Szenarien des Weltklimarats IPCC enthalten die Annahme, dass in der zweiten Hälfte des Jahrhunderts Carbon-Capture-and-Storage-Technologien (CCS) angewendet werden. Bei den 1,5 °C-Szenarien liegt die Notwendigkeit zur Nutzung solcher Technologien noch höher. Das Setzen auf negative Emissionen birgt zugleich große Risiken. Zwar besteht durchaus die Möglichkeit, dass solche Strategien erfolgreich sind. Bei einem ebenso möglichen Scheitern besteht jedoch die Gefahr, dass zukünftige Generationen von erheblichen Klimafolgen, hohen Bewältigungskosten und inakzeptablen (Ziel-)Konflikten betroffen sind. Zudem können während des temporär geplanten Überschreitens des Temperaturziels Kippelemente im Erdsystem ausgelöst werden, die dann permanente Folgen nach sich ziehen. Beispiele hierfür sind die Destabilisierung von Eisschilden, die einen starken und irreversiblen Meeresspiegelanstieg zur Folge hätten, oder die Freisetzung großer Treibhausgasmengen in der Arktis oder dem Amazonasgebiet, die anschließend wiederum die globale Erwärmung verstärken würden.
Der IPCC hält fest, dass das Überschießen schwerwiegende Risiken birgt und irreversible Folgen für Mensch und Umwelt mit sich bringt, selbst wenn bis 2100 die Temperatur wieder so weit reduziert wird, dass das Übereinkommen von Paris erfüllt wird. Beispiele für solche irreversiblen Folgen sind das Abschmelzen von Gletschern, das Absterben von Korallenriffen und zusätzliche Todesfälle infolge von Hitzeereignissen. Zudem steigt dadurch das Risiko, dass durch verschiedene Faktoren wie Waldbrände, Baumsterben, Insektenplagen, Austrocknen von Mooren und dem Auftauen von Permafrostböden große Mengen Kohlenstoff freigesetzt werden, die ihrerseits den Klimawandel wieder verstärken und seine Bekämpfung umso schwerer machen. Auch steigt sich mit jeder weiteren Erwärmung das Risiko für das Aussterben von Arten stark an und liegt selbst bei der niedrigsten IPCC-Prognose um Faktor 1000 höher als unter natürlichen Umständen.